# Cremastus interruptus
Cremastus interruptus är en stekelart som först beskrevs av Desvignes 1856.  Cremastus interruptus ingår i släktet Cremastus och familjen brokparasitsteklar. Inga underarter finns listade i Catalogue of Life.